# Noemí Feliz
Noemí Féliz García (Bembibre, provincia de León, 27 de septiembre de 1988) es una deportista española que compite en natación. Su especialidad es el estilo libre.
Participará como adjunta en los Juegos Olímpicos de Pekín 2008 en la categoría de 4 x 200 m libres, haciendo una actuación brillante marcando el mejor tiempo de las deportistas españolas siendo la benjamina del grupo.

## Inicios
Con 8 años ingresó en la Escuela Municipal de Natación de Ponferrada, bajo la supervisión del entrenador Rafael Pérez Gil.
Con 9 años participó en competiciones autonómicas logrando el primer puesto en las pruebas de 50 metros en todos sus estilos, una clasificación que repitió el segundo año. Durante las temporadas 97-98 y 98-99 sigue su racha ascendente de triunfos. El 4 de julio de 1999 fue seleccionada por Castilla y León para participar en "XXI Trofeo José Sagreros" celebrado en Islas McPherson. Consiguiendo tres medallas en la categoría de "jóvenes promesas", dos de oro y una de plata .

## Ranking y participaciones

### Castilla y León
- 50 mLibres: 12.ª
- 50 mEspalda: 11.ª
- 50 m Braza: 11.ª
- 50 m Mariposa: 22.ª
- 100 m Libres: 31.ª
- 100 m Espalda: 12.ª
- 200 m Libres: 31.ª
- 200 m Estilos: 12.ª
- 400 m Libres: 11.ª
- 400 m Estilos: 12.ª
- 800 m Libres: 11.ª

### Nacional absoluta
- 50 mLibres: 14.ª
- 200 m Libres: 15.ª
- 400 m Libres: 10.ª
- 800 m Libres: 22.ª
- 1500 mLibres: 17.ª
- 100 m Estilos: 17.ª
- 200 m Estilos: 10.ª
- 400 m Estilos: 19.ª

### Participación internacional
2007-08
7.ª Open LEN de París 2008, 200 Libre
14.ª Open LEN de París 2008, 100 libre
2004/05
Medalla de Plata Juegos Mediterráneos Almería’05, 4 x 200 libre
6.ª Juegos Mediterráneos Almería’05, 200 estilos
6.ª Meeting Int. Montecarlo-Mare Nostrum, 200 estilos
8.ª Meeting Int. Montecarlo-Mare Nostrum, 200 libre
17.ª Meeting Int. Montecarlo-Mare Nostrum, 50 libre
2003-04
Medalla de oro Vittel Cup Mulhouse, 100 libre
Medalla de plata Meeting 3 Naciones Júnior Bad Mergentheim, 4 x 100 libre
Medalla de bronce Meeting 3 Naciones Júnior Bad Mergentheim, 4 x 200 libre
4.ª Campeonato de Europa Júnior Lisboa, 4 x 100 libre
5.ª Vittel Cup Mulhouse, 50 libre
7.ª Campeonato de Europa Júnior Lisboa, 4 x 200 libre
2002-03
Medalla de plata Meeting de Oporto, 4x50 libre
Medalla de bronce 3 Naciones Júnior León, 4 x 100 libre
4.ª Meeting de Oporto, 200 estilos
5.ª 3 Naciones Júnior León, 100 libre
5ª 5 Naciones Júnior Metz, 4 x 100 libre
6.ª Meeting de Oporto, 200 libre
6.ª 3 Naciones Júnior León, 50 libre y 200 estilos
8.ª 5 Naciones Júnior Metz, 50 libre y 200 estilos
8.ª Campeonato de Europa Júnior Glasgow, 4 x 200 libre
2001-02
Medalla de oro Torneo Multinaciones Inf. Charleroi, 4 x 100 libre
2000-01
13.ª Jornadas Olímpicas Juventud Europea Murcia, 200 estilos